# St. John's Wood Clique
St. John’s Wood Clique, "Pandilla del Bosque de San Juan", grupo artístico inglés de pintores victorianos. 
El barrio londinense de Saint John's Wood era utilizxado frecuentemente por los pintores como escenario natural para sus cuadros y pronto (desde las décadas de 1870 y 1880) se concentró allí un grupo de pintores antiacadémicos que fue denominado St. John's Wood Clique (la Pandilla de St John's Wood), con una estética bastante parecida a la de un grupo anterior, The Clique, aunque los del Bosque de San Juan eran de vida más formal y menos bohemia. Los miembros fundadores del grupo eran Philip Hermógenes Calderón, George Dunlop Leslie, Henry Stacy Marks, George Augustus Storey, David Wilkie Wynfield, William Frederick Yeames y Frederick Goodall. El líder era principalmente Calderón; pretendían renovar los temas históricos con un acercamiento menos teatral; sus obras más aclamadas fueron Santa Isabel de Hungría de Calderón y la Amy Robsart de Yeames.
Con frecuencia alquilaron el castillo de Hever en Kent durante los veranos para sus trabajos; Yeames trató también el tema de la guerra civil con su famosísimo cuadro When Did You Last See Your Father expuesto en la Walker Art Gallery de Liverpool.
- Datos: Q7593626
- Multimedia: St John's Wood Clique / Q7593626